# Скибинці (Вінницький район)
Скиби́нці — село в Україні, у Погребищенській міській громаді Вінницького району Вінницької області. За станом на 2001 рок населення становило 310 осіб. Розташоване на берегах річки Оріховатки (ліва притока Росі) по руслу між селами Бабинці та Борщагівка в місцевості, де в неї впадає р. Бистрик.

## Історія
Дата заснування невідома. За деякими літературними даними на 1741 рік село Скибинці разом з селами Борщагівка, Кур'янці та Мармуліївка належало князю М. Вишневецькому. До 1793 року входило до складу Речі Посполитої. З 1847 року с. Скибинці (на той час Сквирський повіт Київської губернії) разом з селами Мусіївка, Бистріївка, Крилівка, Кур'янці, Мармуліївка, Капустинці, Княжі, Чепіжинці та містечком Борщагівка входить до помістя в Сквирському повіті поміщиці, графині Ганни Мнішек з управлінням в с. Верхівня. За станом на 1864 рік в с. Скибинцях (з назвою Польові Скибинці на відміну від Лісових, нині с. Скибинці Білоцерківського району Київської області) проживало 760 чоловік.
Адміністративно у другій половині XIX століття село входило до складу Бабинецької волості Сквирського повіту Київської губернії.
Дерев'яна Дмитрівська церква 6-го класу в с. Скибинці була побудована 1748 року, через 100 років капітально перебудована. Була знищена за радянської влади. На її місці в центрі села встановлено кам'яний хрест.
Під час проведеного радянською владою Голодомору 1932—1933 років померло щонайменше 373 жителі села.
Під час Другої світової війни село було зайняте німецькими військами 30 липня 1941 року. Звільнене радянськими військами 31 грудня 1943 року.
12 червня 2020 року, відповідно до розпорядження Кабінету Міністрів України № 707-р «Про визначення адміністративних центрів та затвердження територій територіальних громад Вінницької області», увійшло до складу Погребищенської міської громади.
17 липня 2020 року, в результаті адміністративно-територіальної реформи та ліквідації Погребищенського району, село увійшло до складу Вінницького району.

## Населення
За даними перепису 2001 року населення села становило 310 осіб, із них 99,68 % зазначили рідною мову українську, 0,32 % — російську.
| Рік            | 1989 | 2001 |
| -------------- | ---- | ---- |
| Кількість осіб | 367  | 310  |

## Відомі уродженці
- Задорожна Людмила Іванівна (1942 рік) — український живописець, графік, член Національної спілки художників України.